# John Betsch

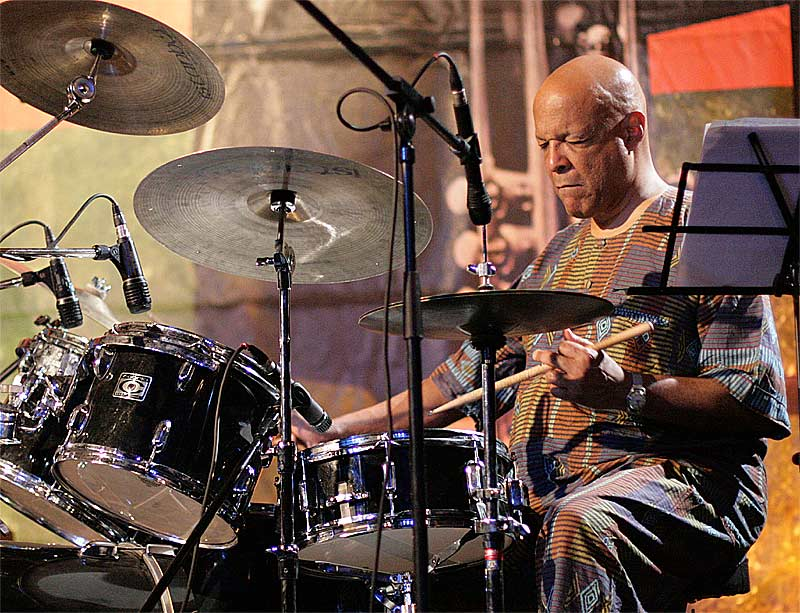
John Betsch (2007)

John Betsch (* 8. Oktober 1945 in Jacksonville (Florida)) ist ein US-amerikanischer Jazzdrummer und Komponist.

## Leben und Wirken
Betsch entstammt einer Musikerfamilie, seine Mutter war Organistin, seine Schwester MaVynee Betsch zunächst Opernsängerin; eine weitere Schwester ist Johnnetta Betsch Cole. Mit neun Jahren begann er mit dem Schlagzeugspiel. Seine Studien, die er an der Fisk University und der Berklee School of Music begann, schloss er bei Max Roach an der University of Massachusetts Amherst ab. Er spielte während dieser Zeit zumeist in Orgeltrios und legte 1974 mit seiner John Betsch Society ein erstes Album „Earth Blossom“ vor. 1975 zog er nach New York City, wo er mit Marion Brown, Paul Jeffrey, Max Roach, Jeanne Lee und Henry Threadgill spielte. Zwischen 1977 und 1979 gehörte er zur Band von Abdullah Ibrahim, von 1980 bis 1982 zum Quartett von Archie Shepp. Anschließend war er Mitglied des Quartetts von Marty Cook. Seit 1985 lebt er in Europa, wo er in der Gruppe von Jim Pepper, mit Horace Tapscott/Sonny Simmons (Among Friends, ed. 1999) und im Quartett von Mal Waldron, aber auch in der Band seiner Frau, der französischen Pianistin Claudine François, spielte. 16 Jahre lang arbeitete er in der Gruppe von Steve Lacy. Er war auch mit Özay Fecht und im Trio mit Elvira Plenar und Peter Kowald im Studio. Weitere Aufnahmen hat er mit Marilyn Crispell, Klaus König, Billy Bang, Sathima Benjamin, Uli Lenz, Sarah Morrow, Rasul Siddik und Simon Nabatov gemacht. Mit Eric Watson war er in Japan unterwegs. 2015 gehörten zu seiner John Betsch Society der Pianist Jobic Le Masson und der Bassist Peter Giron.